# Nyctinomops femorosaccus
Espèce
Statut de conservation UICN

 LC  : Préoccupation mineure
Nyctinomops femorosaccus est une espèce de chauves-souris de la famille des Molossidae.

Carte de répartition